# Żyły sercowe przednie
Żyły sercowe przednie (łac. venae cardiacae anteriores) – w anatomii człowieka 3–4 żyły serca, rozpoczynające się na ścianie przedniej prawej komory serca. Uchodzą samodzielnie (bez pośrednictwa zatoki wieńcowej) do prawego przedsionka serca, czasem do żyły sercowej małej. Największą z żył sercowych przednich jest żyła brzeżna prawa.